# Пашо Бећирбашић
Пашо "Калуф" Баћирбашић, (29. јул 1945, Бања Лука – 11. март 2016, Амстердам) је био југословенски фудбалер и тренер.
Одрастао је у бањолучком насељу Мејдан (данашње Обилићево). Са 17 година постао је првотимац Наприједа, а након утакмице Напријед - Козара, када је постигао пет голова у низу, добио је позив да пређе у Борац. Почетком 1965. прешао је у ФК Борац Бања Лука, гдје је играо до 1973, са краћим прекидом(1968-1969). Био је најбољи стријелац "Борца" у сезонама 1966/67, 1970/71. и 1971/72. Настyпао је и за ФК БСК Бања Лука и ријечки НК Оријент. Од 1973. играо је у француским клубовима "Ангулем" и "Париз" (касније "Париз Сен Жермен"). Од 1980. до 1983. наступао је за швајцарски клуб "Форвард" (FC Forward-Morges). Након завршетка играчке каријере био је тренер у ФК Напријед. Након одласка у Холандију тренирао је локални клуб који је играо мали фудбал. Уврштен је у најбољи тим ФК Наприједа свих времена.